# 알리 사당
블루 모스크(Blue Mosque, Shrine of Hazrat Ali)는 아프가니스탄 마자르이샤리프의 중심부에 위치하여 있는 모스크이다.
셀주크 왕조의 술탄 아흐메드 산자르는 마지르이샤리프에 첫 사당을 지었다. 1220년대의 칭기즈 칸의 침략 기간 동안 일정 부분이 파괴되거나 둑에 묻혔다. 그리고 15세기에 후세인 이븐 만수르 이븐 바이카라가 현재의 블루 모스크를 지었다. 이는 마자르이샤리프에서 가장 중요한 명소이며 도시의 이름도 (귀족 사당, 샤리프의 무덤) 이 사당에서 유래되었다고 여겨진다.